# 松村久義
松村 久義（まつむら ひさよし、1949年〈昭和24年〉2月24日 - 2008年〈平成20年〉6月17日）は、日本の実業家、政治活動家。第2代維新政党・新風代表。有限会社東京トラックス代表取締役、超低温流通協同組合代表理事。

## 経歴
東京都出身。早稲田大学高等学院及び早稲田大学政治経済学部を卒業。高校・大学の同級生に赤松広隆、2年下に村田春樹がいる。その後、維新政党・新風の活動に加わるようになり、1998年及び2004年の参議院選挙に、新風の公認候補として東京都選挙区から出馬するも、それぞれ落選する。更に、2007年の第21回参議院議員通常選挙では比例区から出馬したが落選している。
魚谷哲央が新風の代表を辞任することを表明した後の代表選挙で馬場能久を破り、2008年、新風の第2代代表に就任するが、ほどなくして死去した。
核武装反対論者である。

## 略年譜
- 1949年（昭和24年） - 東京都に生まれる。
  - 早稲田大学高等学院を卒業。
- 1971年（昭和46年） - 早稲田大学政治経済学部を卒業。
- 1998年（平成10年） - 第18回参議院議員通常選挙に新風公認で東京都選挙区から出馬。落選。
- 1999年（平成11年） - 有限会社東京トラックスを創業し、代表取締役に就任。主に、生鮮食料品（鮮魚）の配送などの事業を行う。
- 2004年（平成16年） - 第20回参議院議員通常選挙に新風公認で東京都選挙区から出馬。落選。
- 2007年（平成19年） - 第21回参議院議員通常選挙に新風公認で比例区から出馬。落選[1]。
- 2008年（平成20年） 
  - 前年に行われた代表選挙で馬場能久を破り、1月1日付で新風第2代代表に就任する。
  - 代表の任期中に死去。59歳没。後任には副代表の板東義宣が代表代行を務めた。

## 立候補歴
| 投票日        | 選挙                     | 選挙区       | 政党           | 当落 | 得票数 | 得票順位 | 得票率 | 惜敗率 | 供託金 |  |
| ------------- | ------------------------ | ------------ | -------------- | ---- | ------ | -------- | ------ | ------ | ------ |  |
| 1998年7月12日 | 第18回参議院議員通常選挙 | 東京都選挙区 | 維新政党・新風 | 落選 | 4,108  | 18/23    | 0.0%   | 0.1%   | 没収   |  |
| 2004年7月11日 | 第20回参議院議員通常選挙 | 東京都選挙区 | 維新政党・新風 | 落選 | 10,479 | 10/11    | 0.2%   | 1.2%   | 没収   |  |
| 2007年7月29日 | 第21回参議院議員通常選挙 | 比例区       | 維新政党・新風 | 落選 | 4,786  |          |        |        |        |  |

## 同性愛者に対する差別発言
2004年の参院選東京都選挙区立候補者に対して同性愛者の団体が行ったアンケートに対する回答の中で、松村は法的に同性愛を禁止し同性愛者を処罰・監禁するべきだという主張を展開し、同性愛者の間で話題となった。